# إلياس خوجة
إلياس خوجة (توفي عام 1368) كان خان في بلاد ما وراء النهر (1363) وخان موغلستان من 1363 إلى 1368. هو ابن تغلق تيمور.

## سيرته
في عام 1363، عين تغلق تيمور، الذي سيطر مؤخرًا على بلاد ماوراء النهر وأعدم العديد من قادتها المحليين، إلياس خوجة حاكمًا لها. تسببت قسوة حكم المغول في المنطقة في معارضة الكثيرين لهم، بمن فيهم الأمير حسين من القاراؤنين والأمير تيمور من البرلاسين. واجهوا معًا جيشًا من المغول والقبائل المحلية الموالية لإلياس خوجة، وهزمهم في معركة حجر الجسر. بعد ذلك بوقت قصير، توفي تغلق تيمور وغادر إلياس خوجة إلى موغلستان لتولي السلطة.
في عام 1365، عاد إلياس خوجة إلى بلاد ما وراء النهر. في مايو، هَزم الأمير حسين وتيمور في معركة طشقند، ولكن عندما وصل أبواب سمرقند، رفض سكانها السماح له بالدخول، وكان الحصار اللاحق كارثيًا. طاعون الخيول حرم المغول من قوتهم، وأجبروا على مغادرة بلاد ما وراء النهر مرة أخرى.
في عام 1368 توفي إلياس خوجة. ثم اغتصب الأمير قمر الدين خان دغلت الخانوية. ربما كان مسؤولاً عن وفاة إلياس خوجة. قُتل الكثير من أفراد عائلة الخان، لكن أخوه خزر خوجة، الذي سوف يستعيد موغلستان في نهاية المطاف من السلالة الجغتائية، كان مختبئًا بأمان.